# UFC on Fox: Machida vs. Rockhold
UFC on Fox: Machida vs. Rockhold será um evento de artes marciais mistas promovido pelo Ultimate Fighting Championship, é esperado para ocorrer em 18 de abril de 2015 em local a definir em Newark, New Jersey.

## Background
O evento principal será a luta entre os médios Lyoto Machida e Luke Rockhold.
Manvel Gamburyan era esperado para enfrentar Aljamain Sterling no evento. Porém, em 3 de Fevereiro, Gamburyan se retirou da luta citando uma lesão e foi substituído por Takeya Mizugaki.
A luta entre os médios Ronaldo Souza e Yoel Romero seria para acontecer no UFC 184. No entanto, a luta foi cancelada por causa de uma pneumonia de Souza. A luta foi depois remarcada para esse evento, porém Yoel Romero sofreu uma lesão e foi substituído por Chris Camozzi.
A luta entre os penas Diego Brandão e Jimy Hettes aconteceria no UFC 183. No entanto, a luta foi cancelada momentos antes de acontecer, porque Hettes passou mal nos bastidores. A luta depois foi remarcada para esse evento.
George Sullivan era esperado para enfrentar Kenny Robertson no evento. No entanto, Robertson se retirou da luta com uma lesão e foi substituído por Tim Means.
Nick Catone era esperado para enfrentar Vitor Miranda no evento. Porém, Catone anunciou sua aposentadoria em 25 de Março, citando várias lesõe e uma crônica dor nas costas. Com uma lesão na costela, Miranda também foi retirado do card.
Paul Felder era esperado para enfrentar Jim Miller nesse evento. No entanto, Felder foi forçado a se reitrar do evento por uma lesão no joelho e foi substituído por Beneil Dariush.

## Bônus da Noite
Os lutadores receberam $50.000 de bônus
- Luta da Noite:  Gian Villante vs.  Corey Anderson
- Performance da Noite:  Luke Rockhold e  Max Holloway